# Cuarto milenio (programa de televisión)
Cuarto milenio es un programa de televisión español dirigido y presentado por los periodistas Iker Jiménez y Carmen Porter. Se emite semanalmente en Cuatro desde noviembre de 2005, lo que lo convierte en el espacio de más antigüedad de la cadena y uno de los más estables en audiencia desde sus inicios. Contó con un programa hermano de radio, Milenio 3 —dirigido por el mismo equipo—, que se emitió en la Cadena SER entre el 1 de junio de 2002 y el 28 de junio de 2015.
El programa se caracteriza por tratar una amplia variedad de temáticas, a menudo centradas en el mundo del misterio y los enigmas, aunque frecuentemente se extiende a otros campos, especialmente en los últimos años. Entre ellas se encuentran la criminología, la historia, la arqueología, la astronomía, la medicina, la física, la psicología, así como la parapsicología y la ufología. Para abordarlas, cuenta habitualmente con la participación de expertos, entre los que figuran catedráticos, psiquiatras, médicos, historiadores, criminólogos, astrónomos, naturalistas y escritores.
Cuarto Milenio, con 20 temporadas en antena, dispone de un amplio asentamiento en la televisión española. Es considerado un «fenómeno televisivo», debido a su larga trayectoria y una audiencia fiel y estable, con cuotas de pantalla en torno al 6-7% en los últimos años. Sin embargo, su formato y contenidos han suscitado un debate constante. Por un lado, el espacio ha sido elogiado como un formato de divulgación e investigación por su capacidad para tratar temas enigmáticos o marginales y por contar frecuentemente con la participación de expertos y académicos de diversos campos. Por otro lado, ha recibido duras críticas por parte de sectores científicos y escépticos, que lo acusan de fomentar la pseudociencia al otorgar credibilidad a hipótesis no validadas,así como por dar cabida a teorías conspirativas, temas propios del esoterismo y propagar desinformación. Esta dualidad lo sitúa en una encrucijada entre el entretenimiento de misterio y el debate sobre los límites de la divulgación científica en prime time.
El programa originó la creación de dos spinoffs, La mesa del coronel, espacio de geopolítica presentado por el coronel Pedro Baños Bajo, y Horizonte, presentado por el mismo equipo y emitido actualmente en Cuatro.

## Historia
Cuarto Milenio inició sus emisiones el 13 de noviembre de 2005, el mismo mes que la misma cadena Cuatro, y se ha mantenido ininterrumpidamente desde entonces. Desde su inicio, sus emisiones regulares han sido siempre los domingos por la noche, con algunos cambios en el horario. Cuarto Milenio es el programa más longevo de Cuatro.

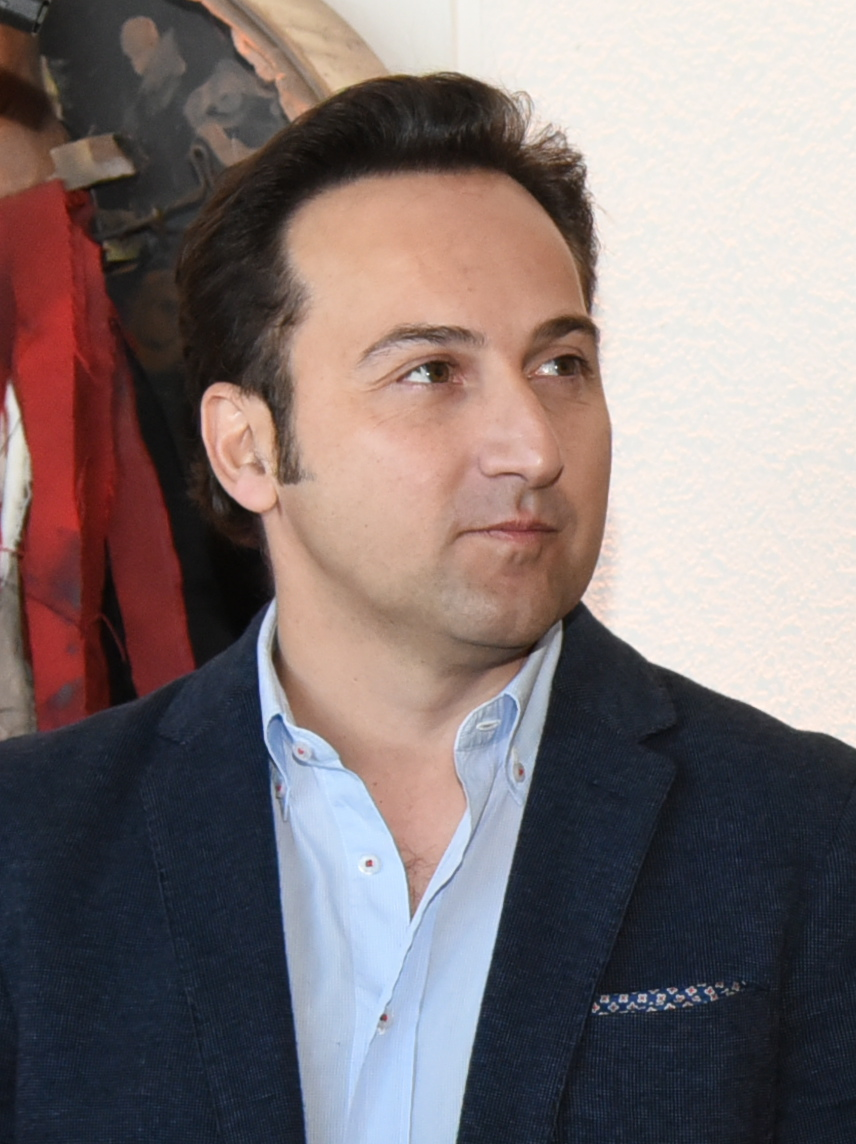
Iker Jiménez, creador, director y presentador del programa.

Comenzando desde abril de 2007, Cuarto Milenio popularizó el formato conocido como Diarios del Miedo, cortometrajes que recreaban casos abordados por el programa y eran incluidos mensualmente en los mismos episodios. La dirección corrió a cargo de Jorge Blas, que ya trabajaba en el programa desde sus inicios como director de segmentos similares. Aunque se estimaba finalizar los Diarios en 2008, el formato se alargó hasta 2009, alcanzando el número de 22 cortometrajes. La experiencia inspiró a Blas, tras su ida del programa en 2012, para dirigir su propio cortometraje de terror, Los Últimos, galardonado con el primer premio del XVIII Festival de Cine de Zaragoza.
En diciembre de 2012, el programa inauguró su primera exposición oficial, Cuarto Milenio: La exposición, en la que se exhibieron más de 200 piezas de atrezo creadas por el artista Juan Villa para las emisiones del programa. Llevada a cabo en el Colegio de Arquitectos de Madrid, contó con la presencia de miembros del programa como presentadores y conductores. Gracias al rotundo éxito del evento, este volvió a celebrarse en abril de 2015, dotado ahora de 300 nuevas obras y como parte de una gira por 16 ciudades españolas. Esta segunda exposición coincidió con el comienzo de una serie de conferencias complementarias, Las Noches del Misterio de Iker Jiménez, en las que el aludido compartía experiencias como divulgador y reflexiones de actualidad. En la primera de sus actuaciones, acogida en el Palacio de Linares, las entradas se agotaron el mismo día en que fueron puestas a la venta.
En los primeros 18 programas de la duodécima temporada, en 2016, Cuarto Milenio fue precedido por Cuarto Milenio Zoom, un «informativo alternativo» de 45 minutos de duración por el que «desfilaban algunas de las cuestiones más espinosas de la actualidad cotidiana».
Tras dos largas etapas producidas respectivamente por Plural Entertainment (2005-2011) y Cuarzo Producciones (2011-2018), el programa pasó a ser un formato de Alma Producciones Digitales en 2018.
Durante el verano de 2019, Cuarto Milenio celebró una nueva exposición nacional, titulada Una historia de miedo. A diferencia de sus anteriores eventos, y como su nombre indica, la exposición orbitó alrededor del concepto antroplógico del miedo humanos, sobre el que Jiménez afirmó: «el miedo no es malo si nos enseña, si nos aporta, si nos hace aprender. En esta vivencia se pueden experimentar muchas cosas, para conocernos mejor, para conocer el pensamiento humano desde el inicio. Para atisbar su extraordinaria complejidad y para atisbar el futuro». La expo contó no sólo con 70 obras de Juan Villa, sino también con la recreación audiovisual de un reportaje inédito, considerado por Jiménez y Porter como su experiencia profesional más terrorífica. Una vez más, se decidió prolongar la duración del evento a causa de su afluencia.

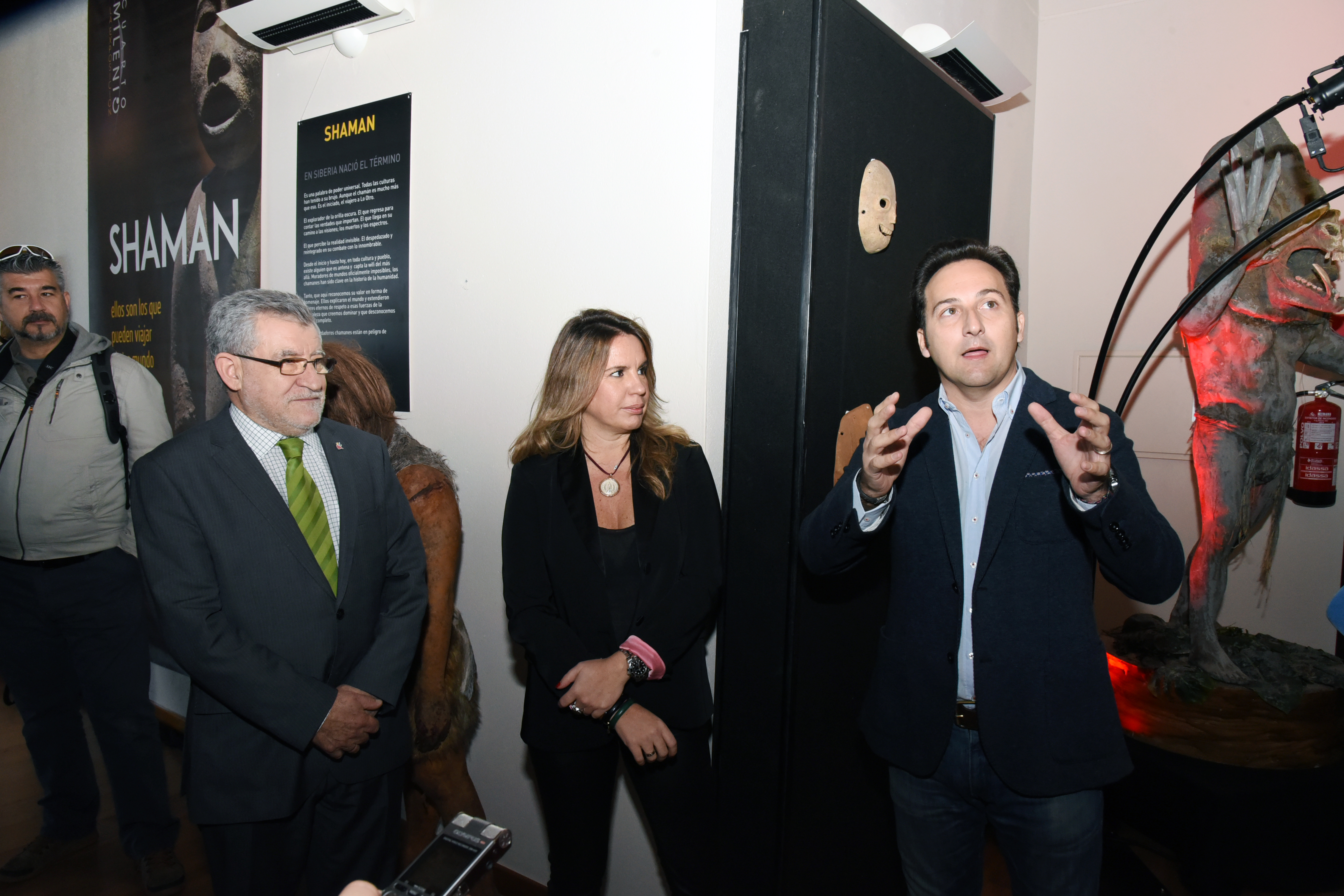
Jiménez, junto con Carmen Porter y Ángel Felpeto, en la inauguración de Cuarto Milenio: La exposición.

En septiembre del mismo año, Cuatro estrenó La mesa del coronel, programa hermano ideado por Jiménez y Porter como vehículo para uno de los colaboradores habituales de Cuarto Milenio, el coronel del Ejército de Tierra y divulgador de geopolítica Pedro Baños Bajo. Dos meses después, con motivo de su decimoquinta temporada, Cuarto Milenio llevó a cabo su primer episodio rodado en un plató con público, titulado Odisea. Se utilizó el set de Gran Hermano VIP, perteneciente a la misma cadena, para abordar diez temas de astronomía, antropología, neurociencia y psicobiología con invitados de estas materias.
En marzo de 2020, durante la pandemia de coronavirus del mismo año, Cuarto Milenio saltó a los medios por una serie de episodios, el más notable de ellos rodado el 20 de febrero, cuyos invitados predecían con semanas de antelación el advenimiento de la pandemia y señalaban un tratamiento negligente del virus por parte de los organismos oficiales. El equipo del programa, que había contado con la colaboración periódica de médicos como Tomás Camacho, Miguel Ángel Pertierra, Julio Mayol y César Carballo y divulgadores como Pablo Fuente y el coronel Baños, había sido inicialmente tachado de "alarmista" por las redes antes de que se reconociera el valor de sus datos. En particular, se viralizó un fragmento de un episodio en el que Fuente señalaba una falta de preparación ante la pandemia por parte del Gobierno de España, el cual llegó a ser notoriamente retuiteado por Inés García, presentadora del canal de la competencia televisiva La Sexta.
El 28 de marzo, Mediaset decidió suspender la producción del programa por tiempo indefinido debido a las medidas de seguridad tomadas finalmente ante la pandemia. Entre especulaciones populares de una posible presión a Mediaset, movida por el trato crítico -y manifiestamente acertado- que los invitados del programa habían dirigido a la gestión del gobierno de España, Jiménez aclaró que no se habían rescindido contratos y que volverían a rodar cuando las circunstancias lo permitieran. Como reemplazo, Jiménez lanzó a través de su canal de YouTube el programa temporal La Estirpe de los Libres, donde él y otros colaboradores continuaron con sus investigaciones usuales hasta su término en junio. Cuarto Milenio regresó en septiembre con el especial Origen, recabando en el proceso sus mayores índices de audiencia desde 2006. La acogida del monográfico, de dos partes, posibilitó la creación de otro programa semanal dedicado al seguimiento de la pandemia, el entonces llamado Informe Covid con Iker Jiménez, emitido en el prime time de Telecinco.

## Equipo del programa

### Equipo actual
- Iker Jiménez (dirección y presentación)
- Carmen Porter (subdirección y copresentación)
- Gerardo Peláez (coordinador de redacción)
- Pablo Villarrubia (redacción)
- Paco Pérez Caballero (redacción)
- Carlos Largo (redacción)
- Javier Pérez Campos (redacción)
- Diego Marañón (redacción)
- Clara Tahoces (redacción)
- Nacho Navarro (redacción)
- Alfon Arranz (redacción)
- Guillermo León (webmaster y equipo técnico)
- Juan Villa (atrezo)
- Juan Ochoa (narrador)
- José María del Río (narrador)
- Julio López (narrador)
- María Valencia Ferrán (especialista de sonido)
- Paco Acedo (colaborador, aventurero y buceador)
- Enrique Echazarra (corresponsal de Cuarto Milenio en País Vasco)
- Xoan Mouriz Amenedo (corresponsal Chantada, aventurero espacial)

### Equipo antiguo
- Alberto Granados (redacción)
- Santiago Vasquez Gomariz (copresentador y experto en temas de parapsicologia)
- Luis Álvarez (redacción)
- Juan Jesús Vallejo (redacción; actualmente invitado ocasional)
- Óscar Dorian (atrezo)
- Francisco Contreras Gil (redacción)
- Martín Cappelletti (subdirección y dirección de realización)
- Juan Carlos Soriano (director de producción)
- Jorge Blas (realizador de ficción y recreaciones)
- Ingrid García-Jonsson (actriz frecuente de recreaciones)[45]
- Santiago Camacho (redacción)
- Nacho Ares (redacción; actualmente invitado ocasional)
- Pablo Fuente (colaborador, divulgador y economista)

## Temporadas

### Audiencias
En algunas de sus emisiones, Cuarto Milenio ha llegado a triplicar la media de audiencia de la cadena Cuatro, a pesar del continuo cambio horario. Sus mejores resultados los cosechó en la tercera temporada (2007-2008), con una audiencia media del 13,2% de cuota de pantalla (897 208 espectadores). La emisión del 22 de junio de 2008 marcó su récord de audiencia al registrar una cuota de pantalla del 17,1% y 894 000 espectadores.
Durante las siguientes temporadas, Cuarto Milenio consiguió mantener una audiencia media de 600 000 espectadores en horario nocturno, lo que supone alrededor del 10% de la cuota de pantalla de antena, siendo el único programa de Cuatro en alcanzar un porcentaje tan elevado. El 16 de diciembre de 2012, celebrando haber superado los 300 programas, alcanzó uno de los mejores datos de audiencia en la historia del programa, con una cifra de 1.410.000 espectadores y una cuota de pantalla del 15%, con el Dossier Fin del mundo.
En septiembre de 2024, el programa estrenó la temporada 20, en la que tuvo las mejores audiencias de los últimos cinco años.

### Episodios
| Temporada | Fechas de emisión                   | Programas | n.º de programa | Audiencia         | Transmisión |
| --------- | ----------------------------------- | --------- | --------------- | ----------------- | ----------- |
| 1         | noviembre de 2005 – julio de 2006   | 36        | 1 - 36          | 1 307 000 (9,6%)  | Cuatro      |
| 2         | septiembre de 2006 – julio de 2007  | 44        | 37 - 80         | 1 167 000 (10,5%) | Cuatro      |
| 3         | septiembre de 2007 – julio de 2008  | 44        | 81 - 124        | 947 000 (11,5%)   | Cuatro      |
| 4         | septiembre de 2008 – julio de 2009  | 42        | 125 - 166       | 888 000 (12,4%)   | Cuatro      |
| 5         | septiembre de 2009 – mayo de 2010   | 36        | 167 - 202       | 614 000 (10,0%)   | Cuatro      |
| 6         | septiembre de 2010 – junio de 2011  | 40        | 203 - 242       | 652 000 (11,5%)   | Cuatro      |
| 7         | septiembre de 2011 – julio de 2012  | 42        | 243 - 284       | 617 000 (11,2%)   | Cuatro      |
| 8         | septiembre de 2012 – agosto de 2013 | 46        | 285 - 330       | 802 000 (10,1%)   | Cuatro      |
| 9         | septiembre de 2013 – julio de 2014  | 44        | 331 - 374       | 914 000 (8,2%)    | Cuatro      |
| 10        | septiembre de 2014 – julio de 2015  | 44        | 375 - 418       | 863 000 (8,9%)    | Cuatro      |
| 11        | septiembre de 2015 – julio de 2016  | 44        | 419 - 462       | 918 000 (7,9%)    | Cuatro      |
| 12        | septiembre de 2016 – julio de 2017  | 44        | 463 - 506       | 919 000 (7,5%)    | Cuatro      |
| 13        | septiembre de 2017 – julio de 2018  | 44        | 507 - 550       | 913 000 (8,3%)    | Cuatro      |
| 14        | septiembre de 2018 - julio de 2019  | 44        | 551 - 594       | 749 000 (7,3%)    | Cuatro      |
| 15        | septiembre de 2019 - enero de 2021  | 44        | 595 - 638       | 918 000 (7,1%)    | Cuatro      |
| 16        | enero de 2021 - julio de 2021       | 27        | 639 - 665       | 842 000 (6,5%)    | Cuatro      |
| 17        | septiembre de 2021 - julio de 2022  | 46        | 666 - 711       | 826 000 (6,2%)    | Cuatro      |
| 18        | septiembre de 2022 - julio de 2023  | 44        | 712 - 755       | 762 000 (6,1%)    | Cuatro      |
| 19        | septiembre de 2023 - julio de 2024  | 43        | 756 - 798       | 765 000 (6,5%)    | Cuatro      |
| 20        | septiembre de 2024 - julio de 2025  | 42        | 799 - 840       | 725 000 (6,9%)    | Cuatro      |

### Programas especiales
Entre los programas de la lista anterior no se incluyen varios programas especiales que no forman parte de la numeración oficial del programa y se listan de forma cronológica a continuación:
El 16 de mayo de 2006, se presentó Descifrando el código, con motivo del estreno en cine de El código Da Vinci. Se emitió un programa especial en el que se abordaron los secretos y las controversias que planteó el best seller de Dan Brown.
El 25 de diciembre del mismo año, se presentó el especial El éxodo descifrado, en el que se debatió acerca del documental y la investigación de Simcha Jacobovici y Félix Golubev, en el que proponen un éxodo judío de Egipto histórico, tangible más allá de las escrituras.
Un año después, en 2007, el 25 de diciembre, siguiendo con la temática religiosa pero acercándose a la cara más oculta de Jesús de Nazaret, se presentó el especial El otro Jesús, programa donde se narraron y debatieron distintos momentos de los evangelios apócrifos.
En julio de 2008, se estrenó (el día 11 en un cine de Madrid y el día 18 por televisión) el documental Chernóbil: la noche del fin del mundo, dirigido por el propio Iker Jiménez y centrado en los sucesos que rodearon el mayor accidente nuclear de la historia, acaecido en abril de 1986 en dicha central ucraniana.
El 1 de enero de 2009, se emitió el especial La noche de las profecías, en el que se debatió sobre las profecías más célebres.
El 9 de julio de 2009, se emitió el especial El salto infinito, que trató sobre el hombre prehistórico y el salto evolutivo del ser humano.

## Colecciones
Colección Cuarto Milenio fue una colección en libro-DVD de los mejores programas de cada temporada, que eran editados semanalmente en los quioscos. Fueron editadas la primera, segunda y tercera temporada.

## Premios
- Mejor programa de divulgación de 2006, votado por los lectores del portal ¡Vaya Tele!.[49]
- Medalla de plata a la Mejor Cabecera Gráfica internacional en el Festival Internacional de Televisión y Cine de Nueva York de 2010.[50][51]
- Mejor programa de investigación en los Premios Telemagazine 2019.[52]
- Mejor programa de televisión en los Premios Nacionales de la Música y de las Artes 2021 (Pop Eye) [53]
- Premio FesTVal (Festival de Televisión de Vitoria-Gasteiz) en su edición XVI.[54]

## Invitados destacados
La lista está elaborada siguiendo un orden alfabético según las iniciales de los nombres registrados en la lista.
| Invitado                        | Especialidad | Aparición |  |
| ------------------------------- | --- | --- |  |
| Alberto Vázquez-Figueroa        | Novelista, periodista e inventor | Apariciones frecuentes                                                                                            |  |
| Aldo Linares                    | Comunicador social, periodista, Dj y médium | Apariciones frecuentes                                                                                            |  |
| Alejandro Amenábar              | Director de cine | Episodio 5.º de la 5.ª temporada, 25 de octubre de 2009 y episodio 4.º de la 11.ª temporada, 4 de octubre de 2015 |  |
| Álex N. Lachhein                | Naturalista. Colaborador de la sección "Superpoder animal" | Apariciones frecuentes.                                                                                           |  |
| Ángel Niño                      | Ingeniero, Político, Economista, Experto en tecnología | Apariciones frecuentes.                                                                                           |  |
| Antonio Piñero                  | Escritor, filósofo, historiador, catedrático en filología griega | Apariciones frecuentes.                                                                                           |  |
| Baltasar Magro                  | Periodista. Exdirector de Informe Semanal | |  |
| Beatriz Gato Rivera             | Científica titular del Instituto de Física Fundamental CSIC. | 1 de junio de 2014                                                                                                |  |
| Carlos Atanes                   | Director de cine, escritor y dramaturgo | Episodio 43.º de la 3.ª temporada, 13 de julio de 2008.                                                           |  |
| Carmen Posadas                  | Novelista. Colaboradora de la sección "Lo que no te contaron de..." | Apariciones frecuentes                                                                                            |  |
| Cesar Carballo                  | Urgenciólogo. Colaborador de la sección "Urgencias" | Apariciones frecuentes                                                                                            |  |
| Clara Tahoces                   | Grafopsicóloga, investigadora de temas insólitos y misteriosos, escritora, redactora y reportera del programa | Apariciones frecuentes                                                                                            |  |
| David Felipe Arranz             | Periodista, filólogo y crítico de cine. Colaborador de la sección "Cine Club" | Apariciones frecuentes                                                                                            |  |
| Enrique de Vicente              | Director de la revista Año/Cero | Apariciones frecuentes                                                                                            |  |
| Eric Frattini                   | Periodista, ensayista, novelista, corresponsal de guerra en Oriente Medio, profesor universitario, analista político, guionista de televisión y conferenciante | Apariciones frecuentes                                                                                            |  |
| Fernando Cámara                 | Coronel del Ejército del Aire y piloto de combate | Apariciones frecuentes                                                                                            |  |
| Fernando González Sitges        | Biólogo, zoólogo y director de cine documental | Apariciones frecuentes                                                                                            |  |
| Fernando J. García Echegoyen    | Marino y experto en naufragios. Colaborador de la sección "Cuaderno de Bitácora" | Apariciones frecuentes                                                                                            |  |
| Fernando San Agustín            | Comandante. Exmiembro de los Servicios de Inteligencia | Apariciones frecuentes                                                                                            |  |
| Fernando Sánchez Dragó          | Escritor | Apariciones frecuentes                                                                                            |  |
| Francisco Anguita Virella       | Doctor en ciencias geológicas de la UCM | Apariciones frecuentes                                                                                            |  |
| Paco Pérez Abellán              | Criminólogo, escritor y periodista | |  |
| Gabriele Amorth                 | Exorcista y demonólogo oficial del Vaticano | 10 de junio de 2007                                                                                               |  |
| Gervasio Sánchez                | Reportero gráfico. Premio Nac. de Fotografía 2009 | 24 de abril de 2011                                                                                               |  |
| Ignacio Rubio                   | abogado, piloto de transporte de líneas aéreas y periodista | Apariciones frecuentes                                                                                            |  |
| Jaime Garrido                   | Arquitecto, escritor y pintor. Miembro de la Asociación por la verdad del 11-S | Apariciones frecuentes                                                                                            |  |
| Javier Arries                   | Físico e Informático | 29 de junio de 2009                                                                                               |  |
| Javier Nart Peñalver            | Abogado, político, corresponsal de guerra y escritor | Apariciones frecuentes                                                                                            |  |
| Javier Sierra Albert            | Periodista y novelista. Cofundador de la revista Año/Cero y director de la revista Más Allá | Apariciones frecuentes                                                                                            |  |
| Joaquín Abenza                  | Ingeniero Industrial, director y presentador del programa radiofónico “El último peldaño” (en la emisora autonómica “Onda Regional de Murcia”) y fundador del Centro Investigador de Fenómenos Extraños (C.I.F.E.; en 1976),                                                               | Apariciones frecuentes                                                                                            |  |
| Jesús Callejo                   | Escritor e investigador | Apariciones frecuentes                                                                                            |  |
| José Antonio López Guerrero     | Profesor de biología molecular de la Universidad Autónoma de Madrid | 2 de diciembre de 2012                                                                                            |  |
| José Cabrera Forneiro           | Psiquiatra forense | Apariciones frecuentes                                                                                            |  |
| José Carlos Aranda Aguilar      | Profesor y gramático. Creador del sistema educativo Inteligencia natural | Apariciones frecuentes                                                                                            |  |
| José Enrique Campillo           | Médico, fisiólogo y experto en nutrición y alimentación | Apariciones frecuentes                                                                                            |  |
| José Luis Cardero               | Doctor en Ciencias Políticas y Sociología | Apariciones frecuentes                                                                                            |  |
| José Manuel Nieves              | Periodista. Redactor de la columna científica del periódico ABC | Apariciones frecuentes                                                                                            |  |
| José Manuel Novoa               | Antropólogo y documentalista | Apariciones frecuentes                                                                                            |  |
| José María Zavala               | Periodista y escritor. | Apariciones frecuentes                                                                                            |  |
| José Miguel Gaona               | Catedrático de psiquiatría de la Universidad Complutense de Madrid | |  |
| José Miguel Mulet               | Profesor e investigador del IBMCP (Instituto de Biología Molecular y Celular de Plantas). Universidad Politécnica de Valencia | 2 de diciembre de 2012                                                                                            |  |
| Juan Antonio Bayona             | Director de cine | Episodio 19.º de la 3.ª temporada, 13 de enero de 2008.                                                           |  |
| Juan Carlos Romero Hasmen       | Investigador, presentador radiofónico del programa Crónicas de San Borondón y escritor | Apariciones frecuentes (en los temas referentes a Canarias)                                                       |  |
| Juan Llinares                   | Catedrático de violín. Real Conservatorio Superior de Música de Madrid | Apariciones frecuentes                                                                                            |  |
| Juan José Sánchez-Oro           | Historiador. Divulgador y miembro de La rosa de los vientos | Apariciones frecuentes                                                                                            |  |
| Juan Soto Ivars                 | Escritor y periodista. Colaborador de la sección "Libros malditos". | Apariciones frecuentes                                                                                            |  |
| Juan Pablo Ordúñez, “El Pirata” | Locutor de radio y productor musical que ha entrevistado a numerosas bandas de rock internacionales. Colaborador de la sección "Los Archivos del Pirata", que habla acerca de leyendas vinculadas al mundo del Rock                                                                        | Apariciones frecuentes                                                                                            |  |
| Luis Alamancos Pampin           | Criminalista Forense | Apariciones frecuentes                                                                                            |  |
| Luis Laria                      | Naturalista. Fundador y director del CEPESMA (Coordinadora para el Estudio y Protección de las Especies Marinas) ubicado en Luarca, Asturias | Apariciones frecuentes                                                                                            |  |
| Luis Martín Otero               | Coronel, experto en bioterrorismo y virus zoonóticos y coordinador de la Red Española de Laboratorios de Alerta Biológica. | |  |
| Luis Miguel Domínguez           | Naturalista. Presidente de la productora Avatar Wildlife Docs y vicepresidente de la ADHN (Asociación de Productores de Documentales de Historia Natural) | |  |
| Luis Rodríguez Bausá            | Profesor de la universidad de Castilla-La Mancha, escritor, investigador y miembro fundador de la Empresa de visitas guiadas “Rutas de Toledo” | 2 de abril de 2017                                                                                                |  |
| Manuel Martín-Loeches           | Director del área de Neurociencia de la Universidad Complutense de Madrid | Apariciones frecuentes                                                                                            |  |
| Mar Gómez                       | Meteoróloga y presentadora del tiempo | Apariciones frecuentes                                                                                            |  |
| Mariano Betés de Toro           | Catedrático de Farmacología de la Universidad de Alcalá. | Apariciones frecuentes                                                                                            |  |
| Miguel Ángel Pertierra          | Médico Fundador de la Sección de Neuropatía. Es profesor colaborador honorario de la Cátedra de Radiología y Medicina Física, Oftalmología y Otorrinolaringología en la Universidad de Málaga y especialista universitario en Hipnosis Clínica, en Neuropsicología y en Trastorno Bipolar. | Apariciones frecuentes                                                                                            |  |
| Miguel Ángel Ruiz               | Ingeniero de Telecomunicaciones e ingeniero de navegación aérea. Divulgador y articulista | Apariciones frecuentes                                                                                            |  |
| Miguel Botella                  | Catedrático de Antropología de la Universidad de Granada | Apariciones frecuentes                                                                                            |  |
| Miguel Gilarte                  | Astrónomo. Director del observatorio de Almadén de la Plata | Apariciones frecuentes                                                                                            |  |
| Miguel Rivera Dorado            | Catedrático de historia de la Universidad Complutense de Madrid | Apariciones frecuentes                                                                                            |  |
| Nicolás Jouve                   | Catedrático de Genética de la Universidad de Alcalá | 6 de octubre de 2013.                                                                                             |  |
| Pablo Vergel                    | Sociólogo y autor y editor de libros de misterio, principalmente en lo concerniente a la ufología. También se ha desempeñado como Consultor Experto en Marketing, Moda e Internacionalización comercial.                                                                                   | Apariciones frecuentes                                                                                            |  |
| Paloma Navarrete Varela         | Doctora en farmacia, psicóloga, tarotista y médium. Miembro del Grupo Hepta de investigación de fenómenos paranormales | Apariciones frecuentes                                                                                            |  |
| Pedro Baños Bajo                | Coronel del Ejército de Tierra y especialista en geoestrategia, defensa, seguridad, terrorismo yihadista e inteligencia | Apariciones frecuentes                                                                                            |  |
| Rafa Balaguer                   | Astrónomo y prehistoriador. | Apariciones frecuentes                                                                                            |  |
| Santiago Vázquez Gomariz        | Escritor y periodista. Director del programa de radio en línea Más Allá de la Realidad. Hijo del también periodista Santiago Vázquez | Apariciones frecuentes hasta 2015                                                                                 |  |
| Sol Blanco Soler                | Periodista. Licenciada en Ciencias de la Información por la Universidad Complutense de Madrid y miembro del Grupo Hepta de investigación de fenómenos paranormales | Apariciones frecuentes                                                                                            |  |
| Sonia Fernández-Vidal           | Física y doctora en Óptica cuántica | Apariciones frecuentes                                                                                            |  |
| Tomás Camacho                   | Jefe de Servicio de Análisis Clínicos Vithas Lab. | Apariciones frecuentes                                                                                            |  |
| Vicente Garrido Genovés         | Criminólogo, psicólogo y profesor de la Universidad de Valencia | Apariciones frecuentes                                                                                            |  |

## Controversias

### Críticas generales
El programa no está exento de polémica por el enfoque que dan a los temas tratados –pseudocientífico según autores como Ricardo Campo–. Ha sido criticado en varias ocasiones por la forma y falta de rigor de tratar los contenidos tanto desde posturas escépticas como científicas, e incluso por parte de otros investigadores del misterio. Entre estos últimos se cuenta en especial Antonio Luis Moyano, el cual elaboró en 2009 un libro que recopila quince casos pertenecientes a las primeras tres temporadas del programa y critica ciertos casos de errores reseñables en los reportajes de Jiménez. Moyano cuenta con su propia controversia relacionada, ya que ha sido criticado a su vez debido al cariz, percibido como más personal que periodístico, de sus comentarios contra el programa y sus miembros.
Jiménez ha respondido en varias ocasiones a estas acusaciones y a las etiquetas al programa como exclusivamente esotérico o parapsicológico. En 2011, con motivo del estreno de la décima temporada del programa, declaró «para mí el misterio son muchas cosas, no solo los fenómenos sobrenaturales. Hemos logrado que biólogos, arqueólogos, físicos y demás hablen de estos temas», aludiendo así a los numerosos expertos que han visitado el programa a lo largo de su recorrido. En 2018, Jiménez afirmó que «decir que Cuarto Milenio es un programa de fenómenos paranormales es como decir que Arguiñano hace un programa de cocina vegana», y defendió los contenidos divulgativos abordados en el programa junto a los mencionados temas de misterio, así como el posible valor de estos últimos como medio para atraer al público a la cultura. También llegó a decir que «nosotros hemos tenido aquí cientos de científicos, y nunca hemos tenido a una vidente echando las cartas. ¿Por qué me llaman entonces esotérico algunos?».
Estos méritos han sido ocasionalmente reconocidos por nombres adversos al programa, entre ellos el crítico Martín Sánchez, que definió como «paradójico que parte de la ciencia desprecie a Iker Jiménez cuando la estrella de Cuatro es prácticamente el único comunicador español que invita a los científicos a televisión».

### Errores
Como se explica en el mencionado libro de Antonio Luis Moyano, el programa atrajo críticas en sus primeras temporadas por tres casos particulares de errores documentales, concretamente el del cadáver de Boisaca, el de las niñas del Camposanto y el del cosmonauta fantasma Ivan Stochnikov. Estas instancias han sido asumidas en algunas ocasiones por los responsables del programa aunque Moyano lo ha considerado insuficiente.
El caso de Stochnikov, en particular, destacó por su repercusión periodística. En junio de 2006 el programa analizó la eliminación de los archivos soviéticos de toda la información relativa al supuesto cosmonauta, desaparecido en el curso de la misión Soyuz 2, el 25 de octubre de 1968. Sin embargo, esta historia se trataba en realidad de un montaje de 1997 hecho por el fotógrafo Joan Fontcuberta, Premio Nacional de Fotografía 1998 —Ivan Stochnikov es la traducción en ruso de su propio nombre—, la cual atrajo acusaciones de deshonestidad y de incompetencia contra Jiménez. Dicho montaje fue objeto de una exposición en 1997, de la cual existe también una versión permanente en la web. El mismo Fontcuberta se felicitó por la oportunidad abierta por este suceso para que se abriera un debate público sobre la deontología periodística, ya que no era la única ocasión en que había logrado que se publicasen como auténticas sus bromas en un medio periodístico profesional. La información fue presentada por un redactor del programa y Jiménez hizo una rectificación a la semana siguiente.
Jiménez revisitó estos casos específicos en una entrevista en 2019, en la que los consideró «tres o cuatro errores en dos mil horas de televisión. En el 99% hemos acertado. Lo importante es que siempre hemos sido honestos y nunca hemos pretendido engañar a nadie.»

### Conflicto conÓrbita Laika
En octubre de 2016, el programa de divulgación científica Órbita Laika de Televisión Española criticó en su Twitter oficial el tratamiento que se hacía del peligro de la electrosensibilidad en un episodio de Cuarto Milenio, tildándolo de «apología de las pseudociencias» y «desinformación». La polémica resultante en la red social vio a usuarios defendiendo la imparcialidad del programa de Cuatro y a Carmen Porter replicando veladamente a los divulgadores, pero tanto ella como Íker Jiménez rechazaron hacer declaraciones oficiales. Sin embargo, Jiménez rompió el silencio poco después para devolver la acusación de desinformación, señalando que la propia TVE había tratado el mismo tema en 26 ocasiones, incluyendo el mismo domingo en que se hizo el tuit, y que lo había hecho con los mismos invitados pero ofreciendo solo un lado del debate.
Porter también reveló en una entrevista que Órbita Laika había invitado a Jiménez a su primer programa de la temporada, y especuló con que la declinación del presentador de Cuatro había sido la auténtica causa de los ataques.

### Expediente Vallecas
El 16 de septiembre de 2018, con motivo de la entrada en el catálogo de Netflix del filme Verónica (Paco Plaza, 2017), Cuarto Milenio abordó el conocido como Expediente Vallecas, el único expediente policial conocido en España que relata fenómenos aparentemente paranormales, y en el cual la película está basada. Esto despertó ataques directos en las redes, los cuales argumentaban que se trataba de un caso que arrastraba acusaciones de fraude, y produjo que dos miembros de la familia implicada en el caso, Ricardo y Maximiliano Gutiérrez, dieran una entrevista el 26 de septiembre afirmando haber falseado los fenómenos. Jiménez se defendió alegando que muchos otros medios habían tratado el mismo incidente sin obtener tales críticas, definiendo éstas como una «caza de brujas» y apuntando con sorna que «cualquier argumento es bueno para meterse con Iker Jiménez». También señaló que las explicaciones de los familiares en la entrevista presentaban contradicciones, y que su confesión de fraude contravenía directamente el testimonio del inspector de policía que llevó el caso, José Pedro Negri, quien lo corroboró en el espacio Milenio Live.

### Acusaciones de transfobia
En 2021, en Cuarto Milenio, Iker Jiménez dedicó una sección sobre «libros prohibidos» a Un daño irreversible, de la periodista Abigail Shrier, que defiende que la transexualidad es una moda cultural contagiosa transmitida en los colegios.
En febrero de 2023, abordó en Horizonte el tema de la Ley Trans aprobada en España. Esta ley permite a cualquier persona cambiar su nombre y sexo en el Registro Civil sin necesidad de informes médicos o tratamientos hormonales previos, a partir de los 16 años. El prograba contó con la participación de dos mujeres que se consideraban feministas y una mujer «trans arrepentida». Durante la emisión, expresó su perplejidad ante la ley, calificándola de «distopía absoluta», y cuestionando la lógica detrás de permitir que menores realicen cambios de sexo sin autorización parental, «mientras que para actividades como excursiones escolares sí se requiere permiso». Continuó con sus críticas a la Ley Trans en Cuarto Milenio, mostrando preocupación por sus implicaciones futuras, mencionando que ha recibido miles de mensajes del ámbito feminista apoyando su postura y destacando que la ley ha generado una fractura dentro del feminismo español.